# Andrew Michael Ramsay
Andrew Michael Ramsay (* 9. Januar 1686 in Ayr; † 6. Mai 1743 in Saint-Germain-en-Laye), gewöhnlich „Ritter Ramsay“ genannt, war ein schottischer Schriftsteller, der hauptsächlich in Frankreich lebte.

## Leben und Wirken
Ramsay wurde 1686 im schottischen Ayr als Sohn eines Fleischhauers geboren. Er kam Anfang des 18. Jahrhunderts im Rahmen des spanischen Erbfolgekriegs als Angehöriger der englischen Hilfstruppen nach Flandern. 1709 konvertierte Ramsay, der aus einem protestantischen Elternhaus stammte, vom Quietismus angezogen, zum römischen Katholizismus.
1710 verließ er das englische Heer, erlangte die französische Staatsangehörigkeit und begab sich nach Cambrai, wo er Erzbischof François Fénelon traf, mit dem er bis zu dessen Tod im Jahr 1715 in enger Verbindung stand.
Um 1713 wurde er in Blois Sekretär von Madame Guyon, einer bedeutenden Mystikerin ihrer Zeit (die des Quietismus angeschuldigt wurde, selbst jedoch in keiner ihrer Schriften darauf Bezug nimmt). 1716 ging er nach Paris, hier wirkte er als Erzieher des Grafen von Chateau-Thierry und wurde vom Herzog von Orléans zum Ritter des Lazarus-Ordens ernannt.
1723 gab Ramsay in Paris die Histoire de la vie et des ouvrages de Messire François de Salignac de la Mothe-Fénelon, ein Werk über das Leben von Erzbischof Fénelon, heraus.
1724 reiste er für ein Jahr als Lehrer des exilierten Prinzen Charles Edward Stuart nach Rom und wurde aufgrund der Verbindung zum Hause Stuart aus England verbannt. Dessen ungeachtet erhielt er im Rahmen einer mit Genehmigung des Königs durchgeführten Reise nach England 1729 die Ehrendoktorwürde der Universität Oxford und wurde 1730 in London Freimaurer und Mitglied der Royal Society, bevor er noch 1730 wieder nach Paris zurückkehrte.
In den 1730er Jahren heiratete Ramsay in Paris, wurde Vater einer Tochter und war Hofmeister des Prinzen von Turenne.
Ramsay schrieb politisch-theologische Traktate und war ein christlicher Universalist, der glaubte, dass alle Menschen erlöst würden. Seine Reisen des Cyrus. Eine Moralische Geschichte und seine Abhandlung über die Mythologie und alte Theologie wurden von Matthias Claudius aus dem Französischen ins Deutsche übersetzt.
1741 erkrankte Ramsay an einem Brustleiden, an dessen Spätfolgen er 1743 in Saint-Germain-en-Laye starb.

## Ramsays Bedeutung für die Freimaurerei
In seiner 1740 herausgegebenen Rede Discours d´un Gr. Maître dans la Gr. Loge assemblée solennement à Paris en 1740 stellte Ramsay, vermutlich motiviert durch seine gleichzeitige Zugehörigkeit zum Lazarus-Orden, in abstrakter Form einen Bezug zwischen den Ritterorden der Kreuzzüge und den späteren Freimaurerlogen her. Die im selben Zeitraum beginnende Entstehung freimaurerischer Hochgradsysteme mit ritterlicher Prägung wird allgemein auf diese Äußerungen Ramsays zurückgeführt. Ob dies von Ramsay beabsichtigt oder nur ein ungewollter Nebeneffekt seiner Äußerungen war, ist bis heute umstritten.
Es gibt keinen Stich oder kein Porträt des Chevalier de Ramsay, der ihm als Porträt zugeschriebene Druck ist derjenige, der die Arbeit von Pater Hélyot im Jahr 1721 in seiner Abhandlung über die Ritterorden im Ordenskapitel von Saint-Lazare illustriert von denen Ramsay den Titel eines Ritters trägt. Diese Assoziation taucht zum ersten Mal 1921 in Arthur Waites Werk New Encyclopaedia of Freemasonry20 auf.

## Werke
- Histoire de la vie et des ouvrages de Messire François de Salignac de la Mothe-Fénelon, 1723
- Die Reisen des Cyrus – Eine Moralische Geschichte, 1730
- Histoire Du Vicomte De Turenne, Marechal-General Des Armées du Roi, 1735
- Discours d´un Gr. Maître dans la Gr. Loge assemblée solennement à Paris en 1740, 1740
- Abhandlung über die Mythologie und alte Theologie

Neben den aufgelisteten Schriften wird Ramsay von manchen Autoren die Urheberschaft der Relation apologétique et histoire de la Société des Franc-Maçons par J.G.D.M.F.M., Dublin 1738, zugeschrieben, diese Zuschreibung ist jedoch strittig.